# Tanner for President
Tanner for President ou Votez Tanner (Tanner '88) est une mini-série en forme de faux documentaire politique, réalisée par Robert Altman et écrite par Garry Trudeau, et diffusée du  15 février 1988 au 22 août 1988 sur le réseau HBO.
En France, la série a été diffusée du 26 octobre 1996 sur Arte.
Bien qu'ayant rencontrée un certain succès Outre-atlantique et ayant fait l'objet d'une suite en 2004 avec La vérité sur Jack Tanner, la série reste inédite dans tous les autres pays francophones.

## Synopsis
Sous la forme d'un faux documentaire, l'envers du décor de la campagne de Jack Tanner, candidat démocrate fictif à la présidence des États-Unis.

## Fiche technique
- Titre français : Tanner for President[1],[2],[3] ou Votez Tanner[4]
- Titre original : Tanner '88
- Réalisation : Robert Altman
- Scénario : Garry Trudeau[5]
- Production : Robert Altman, Garry Trudeau, HBO
- Photographie : Jean Lepine
- Montage : Ruth Foster, Sean-Michael Connor, Alison Ellwood
- Société de distribution : HBO
- Pays d'origine : États-Unis
- Langue originale : américain
- Format : couleur - 1.33:1 - Digital Video
- Genres : mockumentaire, politique
- Durée : 553 minutes (découpé en onze épisodes de 30 à 50 minutes)
- Dates de sortie :
  - États-Unis : 15 février 1988 (HBO)[6]
  - Allemagne : 26 octobre 1996
  - France : 26 octobre 1996[7] au 7 novembre 1996[8]

## Distribution
- Michael Murphy : Jack Tanner
- Cynthia Nixon : Alex Tanner
- Pamela Reed : T.J. Cavanaugh
- Kevin J. O'Connor : Hayes Taggerty
- Daniel Jenkins : Stringer Kincaid
- Ilana Levine : Andrea Spinelli
- Veronica Cartwright : Molly Hark
- Sandra Bowie : Stevie Chevalier
- Matt Malloy : Deck Connors
- Richard Cox : David Seidelman
- E.G. Marshall : Gen. John Tanner
- Jim Fyfe : Emile Berkoff

## Autour de la série
- Il s'agit d'une des toutes premières séries produites par le groupe HBO[9]
- Plus de quinze ans après sa diffusion originale, la série fait l'objet d'une sequel en 2004 avec La vérité sur Jack Tanner diffusé du 23 mars 2007[10] au 30 mars 2007[11] sur TPS Star.
- Il s'agit d'une charge contre la médiatisation de la vie politique aux États-Unis, et de la politique en général[12]
- Robert Altman a dit que cette série était "l'œuvre la plus créative qu'il ait jamais réalisée"[9]
- C'est la septième collaboration entre Michael Murphy et Robert Altman, après Objectif Lune, MASH, John McCabe, Nashville, etc.